# 門真市
門真市（かどまし）は、大阪府の北河内地域に位置する市。
大阪市に隣接し、そのベッドタウンを形成する衛星都市の一つであると同時に、大阪都市圏における都市雇用圏の中心にも含まれる。計量特定市に指定されている。パナソニックの本社所在地であり、同社の企業城下町でもある。
地名の由来は「潟沼（かたぬま）」や「門間（かどま / 船だまりや寺や神社の門前の土地を表す言葉）」から転じたなど諸説あり、室町時代初期までは「普賢寺荘」、室町時代末期には現在の名が使われ、戦国時代には「門真荘」と呼ばれた。

## 地理

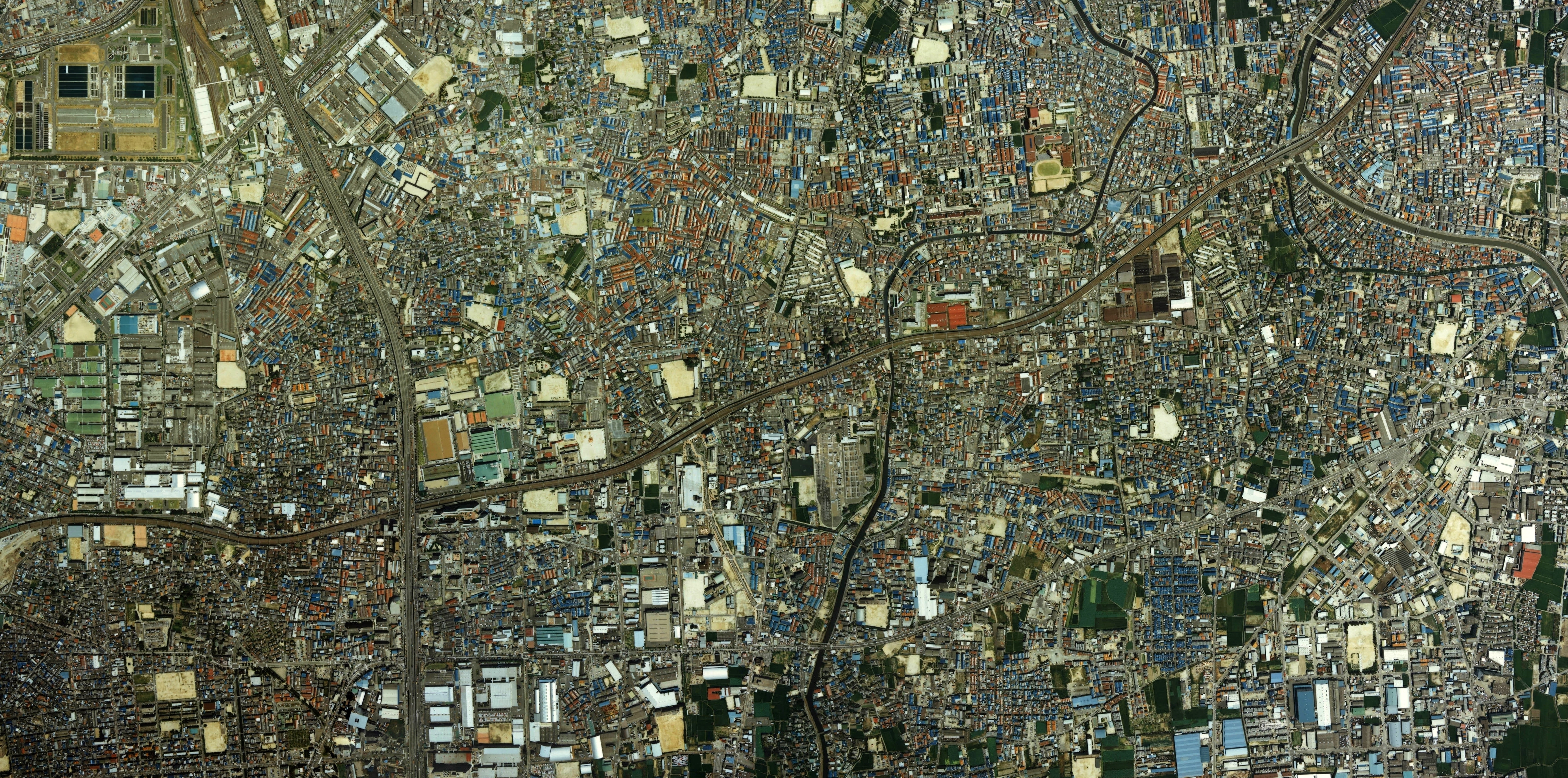
門真市中心部周辺の空中写真。1985年撮影の3枚を合成作成。。

- 大阪市の東端部に接し、そのベッドタウンを形成する衛星都市の一つであると同時に、大阪都市圏における都市雇用圏の中心にも含まれる。
- 水郷農村であった事を背景に栽培されている伝統野菜は蓮根とくわい。
- 市域は約4 - 5km四方の正方形状で、東西に「京阪電気鉄道京阪本線」と「国道163号」、南北に「大阪中央環状線」と「大阪モノレール線」が走る。
- 市中心部を古川が流れている。おおよそ、この川の西側（旧・門真町）の地域が電話の市外局番「06」（門真電話局：大阪MA）で、東側(旧・大和田村、二島村、四宮村)が「072」（市内局番は300・380・390・800-890番台・大和田電話局：寝屋川MA）である。

### 隣接している自治体・行政区
- 大阪市（鶴見区）
- 寝屋川市
- 大東市
- 守口市

## 歴史
先史
現市がある河内平野は紀元前20世紀以前は河内湾とよばれる海の中だった。紀元前15世紀頃の縄文時代後期になると、市域の陸地が一部顔を出すようになり、市西部の西三荘遺跡で期節的な生活が始まった。紀元前3世紀前後の弥生時代前期には定住生活が可能になり、古川遺跡では方形周溝墓群が、大和田遺跡では銅鐸が確認されている。
古代
8世紀の「古事記／日本書紀」によると仁徳天皇が河内湖へと流れる淀川の度重なる洪水被害から河内湖周辺のこの地方を守るために茨田宿禰（まむたのすくね）に命じ、茨田堤を築かせた。これは記録上、日本初の河川堤で、大規模な治水工事とされている。茨田宿禰はこの堤の守護神として茨田氏の先祖彦八井耳命(神武天皇の皇子)を奉祀し、それが市内にある宮野町堤根神社の起源となっている。境内には茨田堤跡が残されている。茨田堤の完成後、この地方の農地が急速に発展。市内には普賢寺古墳が築造された。また現黄梅寺付近に伊勢神宮に奉仕した斎宮が神宮からの帰途に立ち寄った茨田真手御宿所があったと伝えられている。
中世
平安時代後期になると、河内にも朝廷や寺院や神社などの荘園が作られていった。大和田庄・馬伏庄・岸和田庄（現在も地名として残っている）などは河内八箇所として経営された。
鎌倉時代・室町時代の頃にはほぼ全域農地として開拓され集落としての環境が整い、現在に近い環境が形成された。室町時代には室町幕府直轄地として「門真」荘という名が出てくる。
近世
京や大坂に近い事や立地の重要性により8割以上が江戸幕府の天領となった。代々譜代大名の永井氏がこの地を支配した。この時代になると古川の氾濫も収まり豊かな水郷農村として発達し、低湿地を生き抜く知恵として段蔵やバッタリ（手動閘門）が生み出され、江戸時代後期には菜種や木綿の栽培、蓮根栽培が活発化した。また江戸末期には、旧家・茨田家の茨田郡士（まったぐんじ）ほか多くの豪農が大塩平八郎の乱に加わった。
近代
蓮根栽培が石川県と岡山県から優良な種類を導入し改良を加えた結果、最高期に達し、「河内レンコン」の名が全国に広まった。1910年（明治43年）の京阪電車の開通により、まちは変化し、工場誘致など産業都市としての発展にも力を入れるようになった。
1933年（昭和8年）、松下電気器具製作所（現：パナソニック）が工場を建設し、以後は同社の企業城下町として発展した。
現代
1963年（昭和38年）、約6万人をもって市制を施行。1973年（昭和48年）1月29日に計量特定市に指定された。
高度経済成長期の大阪都市圏の拡大によって市の人口は急増、60年～65年には人口増加率178％を記録し、1970年代には約14万人にまで達した。しかしながらこの急速な人口増加は更なる都市化を促進する一方、農村農業を著しく衰退させ、かつて経験した事のない様々な都市問題を引き起こした。とりわけ近年は工場の海外移転による産業の空洞化に伴い、失業や犯罪の増加が進行した。今日においても、同市は大阪府内で最も貧しい都市のひとつであり、貧困・財政・犯罪といったさまざまな問題を抱えている。市はこれらの問題を改善する為に1971年（昭和46年）第一次総合計画を策定。以降、時代の変化に対応しながら計画を策定し、2010年（平成22年）からは第五次総合計画を推進している。
第五次総合計画はこれからの人口減少・成熟社会への移行等を背景に、将来都市像を「人・まち"元気"体感都市 門真」と定め、都市整備を軸に、教育の向上、地域力、防災・安全の強化、産業活性化等を公民競働によって目指す内容となっており、基盤となる財政の一層の健全化と共に取り組まれている。なお計画期間は2010年（平成22年） から 2019年（平成31年）で、都市整備は古川橋駅－門真市駅周辺の北西部、大和田駅周辺の北東部、第二京阪道路沿道周辺の中部、門真南駅周辺の南部を中心に行われる。とりわけ北西部の「幸福町・垣内町・中町地区まちづくり」計画は統合中学校（門真市立門真はすはな中学校）・公園・広場・市立総合体育館の設置等、拠点地区整備や公共施設の再生を謳い新たな市の顔づくりとして位置づけられている。地域通貨「蓮」を発行していたが、2018年3月31日をもって発行を終了した。
2010年代に入ると門真市を本拠地として発展を遂げてきたパナソニックが会社の一部を東京へ移し始めた。2022年4月には、パナソニックホールディングスに社名を変更し持ち株会社制度へ移行。家電製品や電設資材事業を担う最大の事業部門となるパナソニック株式会社は本社機能を東京へ移した。三井不動産は、広大なパナソニックの工場跡地で商業施設・住宅（分譲マンション）・会員制倉庫型店舗（コストコ）・事業所（東和薬品）の4つの街区から構成される大規模複合街づくり型開発事業を展開、企業城下町から大きく変貌を遂げることとなった。

### 年表
- 1996年（平成8年） 大阪府立門真スポーツセンター（東和薬品RACTABドーム）が三ツ島に完成。
- 1997年（平成9年） 第52回国民体育大会夏季大会「なみはや国体」が開催された。
- 2004年（平成16年）隣接する守口市と合併することが協議されるも合併にはいたらず、合併協議会は解散した。（後述）
- 2006年（平成18年） 春日若宮おん祭（春日大社）の神饌として奉納する「河内蓮根奉納行列」が140年ぶりに復活した[7]。
- 2010年（平成22年）11月1日 - 地域通貨「蓮」の発行を開始。
- 2012年（平成24年）8月 - 市広報紙でイメージキャラクター「ガラスケ」発表。
- 2014年（平成26年）3月31日 - 市制施行50周年記念事業として『大相撲門真場所』を開催。

### 行政区画の変遷
- 1886年（明治19年） 茨田郡門真一番上村・門真一番下村・門真二番村・門真三番村・門真四番村が合併して茨田郡門真村となる。
- 1889年（明治22年）4月1日 - 町村制の施行により、茨田郡門真村・桑才村の区域をもって門真村が発足。大字門真に村役場を設置。
- 1896年（明治29年）4月1日 - 茨田郡門真村の所属郡が北河内郡に変更。
- 1939年（昭和14年）4月1日 - 北河内郡門真村が町制施行して門真町となる。門真・桑才の2大字から、古川橋（もと門真一番上村）・一番（もと門真一番下村）・二番・三番・門真（もと門真四番村）・桑才の6大字に改編。
- 1956年（昭和31年）9月30日 - 北河内郡門真町が大和田村・四宮村・二島村を編入。
- 1963年（昭和38年）8月1日 - 北河内郡門真町が市制施行して門真市となる。大阪府下27番目の市。

### 守口市との合併協議
2005年（平成17年）度に、隣接する守口市と合併することが協議され、新名称は「守口門真市」と決定した（その他「松下市」の候補もあった）が、2004年9月にその合併をめぐる住民投票で、合併相手側の守口市の結果により事実上合併は消滅（反対派が投票の87%を占めた）、合併協議会は解散した（門真市の投票は投票率不足で不成立、開票されなかった）。

## ご当地キャラクター
- 2012年（平成24年）門真市イメージキャラクター 元祖招き猫「ガラスケ」
- 2019年（令和元年）門真市シルバー人材センター マスコットキャラクター「シルバー蓮ちゃん」
- 2022年（令和4年）門真フィルムコミッション ゆるキャラ担当「ジェイキー と ずぼらちゃん」

## 行政

### 市長
- 市長：宮本一孝（2016年7月24日就任、3期目[8]）

|      | 氏名       | 就任          | 退任         | 備考         |
| ---- | ---------- | ------------- | ------------ | ------------ |
| 初代 | 中塚種夫   | 1963年8月1日  | 1973年       |              |
| 2代  | 中田三次郎 | 1973年        | 1985年       |              |
| 3代  | 東潤       | 1985年        | 2005年       |              |
| 4代  | 園部一成   | 2005年7月10日 | 2016年6月7日 | 在職中に死去 |
| 5代  | 宮本一孝   | 2016年7月24日 | 現職         |              |

### 財政
職員の削減や国民健康保険事業の収納率向上などの行財政改革の結果、一時期の危機的状況からは改善しているが、それを上回るほどの生活保護費の増加が目立つ。
平成24年度
- 財政力指数 0.69
- 標準財政規模 265億6267万円
- 普通会計歳入規模 575億8669万円
- 普通会計歳出規模 541億6265万円

・人件費 73億1456万円
・扶助費（生活保護費等） 192億0222万円
・公債費（借金の返済） 48億5714万円
- 経常収支比率  99.7%（減収補填債及び臨時財政対策債を除けば　109.6％）
- 健全化判断比率

・実質赤字比率 0.0%
・連結実質赤字比率 1.66%（府下で唯一計上されている）
・実質公債費比率 6.9%
・将来負担比率 46.2%
- 人口1000人当たり職員数 5.63人
- ラスパイレス指数 98.9

地方債等の残高
1 普通会計分の地方債 468億7860万円
人口一人当たり地方債現在高 36万6030円
2 特別会計分の地方債 458億2160万円
地方債等の合計 927億0021万円 （連結会計）
門真市民一人当たりの地方債等残高 72万3807円
平成18年度
- 財政力指数 0.75
- 標準財政規模 248億7974万円
- 普通会計歳入規模 439億4859万円
  - うち市町村税（地方税） 187億4864万円
  - 地方交付税 50億4019万円
  - 地方債 23億2540万円
- 普通会計歳出規模 438億9955万円
  - 人件費 104億1376万円
  - 扶助費（生活保護費等） 135億1854万円
  - 公債費（借金の返済） 47億9145万円
- 経常収支比率 103.1% きわめて硬直化している
- 実質公債費比率 13.0%
- 人口一人当たり地方債現在高 34万3481円 普通会計分の地方債のみ
- 人口1000人当たり職員数 6.97人 大阪府市町村平均 7.91
  - 内訳 一般職員 880人（うち技能労務職 271人） 教育公務員 32人 （消防職は一部事務組合所属のため0名） 合計912名
- 市職員一人当たり平均給料月額 34万4200円 すべての職員手当てを含まない数字
- 職員給与費の状況 平均（普通会計分 年額） 給料 430万8825円 職員手当 119万8402円 期末・勤勉手当（民間のボーナス） 199万6317円
  - 平均職員給与 750万3544円
- ラスパイレス指数 97.8
- 門真市職員一人当たりの平均期末・勤勉手当支給額 210万4371円 （平成18年度）
- 門真市職員 平均定年退職金　2757万1千円 （2007年4月1日現在、59.28月）

地方債等の残高
1 普通会計分の地方債 449億3000万円
2 特別会計分の地方債 444億9700万円
主な内訳 公共下水道事業特別会計分 392億7400万円
3 関係する一部事務組合分の債務 1億1200万円
守口市門真市消防組合分 2億3700万円 （債務ｘ負担割合）
4 第三セクター等の債務保証等に係わる債務 47億1300万円
門真市土地開発公社
地方債等の合計 945億5200万円 （連結会計）
- 門真市民一人当たりの地方債等残高 72万0537円

### 広域事務
- 守口市門真市消防組合（門真市・守口市）
- くすのき広域連合　　（門真市・守口市・四條畷市）令和6年3月31日解散予定。
- 飯盛霊園組合　　　　（門真市・守口市・大東市・四條畷市）

### 公的機関
- 門真税務署（殿島町）
- ハローワーク門真（殿島町）
- 門真警察署（柳町）
- 門真運転免許試験場（一番町）

## 立法

### 市議会
- 定数：20名[9]
- 任期：2023年（令和5年）5月1日 - 2027年（令和9年）4月30日

2023年5月1日時点での会派構成は以下の通り。
| 会派名       | 議席数 | 所属党派     |
| ------------ | ------ | ------------ |
| 公明党       | 7      | 公明党       |
| 大阪維新の会 | 7      | 大阪維新の会 |
| 自由民主党   | 3      | 自由民主党   |
| 日本共産党   | 2      | 日本共産党   |
| 無所属       | 1      |              |

議員定数が18名となる議案が2022年に否決され、2023年の市議会議員選挙は定数20名で行われた。

### 大阪府議会（門真選挙区）
- 定数：1名 （2015年（平成27年）の府議選より定数減）
- 任期：2023年5月1日 - 2027年4月30日
- 泰江征樹（大阪維新の会）

### 国政選挙
衆議院小選挙区では、守口市、大阪市鶴見区、旭区と共に大阪府第6区を構成する。

## 経済

### 門真市に本社を置く主な企業
- パナソニックホールディングス
  - パナソニック 本店
- タイガー魔法瓶
- 海洋堂
- Q配サービス
- 光亜興産
- ZIPANG.S.S
- 東和薬品
- はくぶん
- 未来都タクシー
- 森田製針所
- 柳澤製作所
- 吉貝機械金属
- タカゾノ
- 消防潜水連盟

### 商業施設
- そよら古川橋駅前（末広町・旧ダイエー）
- ダイエー大和田店（野里町・ダイエー→旧サカエ→グルメシティ）
- 関西スーパー京阪大和田店（常称寺町）
- イズミヤ門真店（新橋町・門真プラザ内）
- ライフ門真店（島頭3丁目）・セントラルスクエアららぽーと門真店（松生町）
- ららぽーと門真・三井アウトレットパーク 大阪門真（同町・2023年4月17日開業）
- コストコ門真倉庫店（同町・同年8月24日開業）

### 金融機関
- 三井住友銀行
  - 門真支店（末広町）
- 関西みらい銀行
  - 門真支店（旧関西アーバン・野里町）、門真南支店（旧近畿大阪・島頭4丁目（門真団地北））
- 徳島大正銀行
  - 萱島支店大和田出張所（旧大正・野里町）
- 京都銀行
  - 門真支店（柳町）
- 北おおさか信用金庫
  - 門真支店（旧大阪殖産→水都→摂津水都・江端町）
- 枚方信用金庫
  - 大和田支店（野里町）、門真東支店（下馬伏町）
- 大阪シティ信用金庫
  - 門真支店（本町）、大東北支店（江端町）
- 尼崎信用金庫
  - 門真支店（末広町）
- 京都信用金庫
  - 門真支店（末広町）
- 成協信用組合
  - 門真支店（幸福町）
- JA北河内
  - 門真支店（旧JA門真市本店・柳田町）、大和田支店（舟田町）、四宮支店（四宮3丁目）、二島支店（三ツ島2丁目）

なお、指定金融機関は三菱UFJ銀行（西暦奇数年10月 - 翌年9月）と三井住友銀行（西暦偶数年10月 - 翌年9月）の輪番制。

### 日本郵政グループ
（2012年12月現在）
- 日本郵便株式会社

- 門真郵便局（一番町） - 集配局。★
- 門真元町郵便局（元町）
- 二島（ふたしま）郵便局（桑才町＝くわざいちょう）
- 門真沖町郵便局（沖町）★
- 門真下島（しもしま）郵便局（下島町）
- 門真宮野郵便局（宮野町）
- 門真巣本郵便局（巣本町）

- 門真上島頭（かみしまがしら）郵便局（千石西町＝せんごくにしまち）★
- 門真下馬伏（しもまぶし）郵便局（江端町）
- 門真古川橋郵便局（幸福町）★
- 門真常盤郵便局（常磐町）
- 門真新橋郵便局（新橋町）★
- 門真月出（つきで）郵便局（月出町）

- ゆうちょ銀行
  - 大阪支店 大阪モノレール門真市駅前出張所（新橋町）（ATMのみ／ホリデーサービス実施）
  - 大阪支店 京阪古川橋駅内出張所（末広町）（ATMのみ／ホリデーサービス実施）

その他各郵便局にATMが設置されており、★印の郵便局ではホリデーサービスを実施。
※門真市内の郵便番号は「571-00xx」（門真郵便局の集配担当）となっている。

## 姉妹都市・提携都市

### 海外
姉妹都市
- オランダ アイントホーフェン（北ブラバント州）
- ブラジル サン・ジョゼ・ドス・カンポス（サンパウロ州）

### 日本国内
姉妹都市
- 香美町（兵庫県美方郡）
1975年（昭和50年）3月28日 村岡町と姉妹都市提携
2005年（平成17年）7月30日 香美町（旧村岡町、香住町、美方町が合併）と姉妹都市提携宣言

## 国際機関

### 領事館
名誉総領事館
- 在大阪マレーシア国名誉総領事館

## 地域

### 人口
平成22年国勢調査より前回調査からの人口増減をみると、1.02％減の130,368人であり、増減率は府下43市町村中28位、72行政区域中49位。
| |                                        |  |
| 門真市と全国の年齢別人口分布（2005年） | 門真市の年齢・男女別人口分布（2005年） |  |
| ■紫色 ― 門真市 ■緑色 ― 日本全国 | ■青色 ― 男性 ■赤色 ― 女性              |  |
| 門真市（に相当する地域）の人口の推移 \| 1970年（昭和45年） \| 141,041人 \| \| \| 1975年（昭和50年） \| 143,238人 \| \| \| 1980年（昭和55年） \| 138,902人 \| \| \| 1985年（昭和60年） \| 140,590人 \| \| \| 1990年（平成2年） \| 142,297人 \| \| \| 1995年（平成7年） \| 140,506人 \| \| \| 2000年（平成12年） \| 135,648人 \| \| \| 2005年（平成17年） \| 131,706人 \| \| \| 2010年（平成22年） \| 130,282人 \| \| \| 2015年（平成27年） \| 123,576人 \| \| \| 2020年（令和2年） \| 119,764人 \| \| |                                        |  |
| 総務省統計局 国勢調査より |                                        |  |
| 1970年（昭和45年） | 141,041人                              |  |
| 1975年（昭和50年） | 143,238人                              |  |
| 1980年（昭和55年） | 138,902人                              |  |
| 1985年（昭和60年） | 140,590人                              |  |
| 1990年（平成2年） | 142,297人                              |  |
| 1995年（平成7年） | 140,506人                              |  |
| 2000年（平成12年） | 135,648人                              |  |
| 2005年（平成17年） | 131,706人                              |  |
| 2010年（平成22年） | 130,282人                              |  |
| 2015年（平成27年） | 123,576人                              |  |
| 2020年（令和2年） | 119,764人                              |  |

### 主な施設

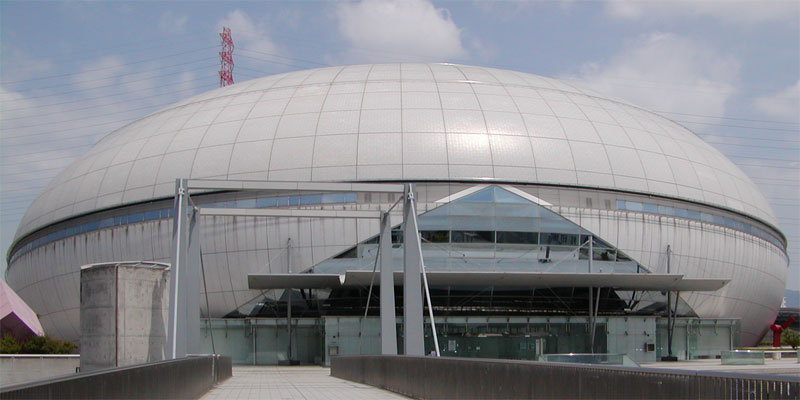
東和薬品RACTABドーム

- 大阪府立門真スポーツセンター（東和薬品RACTABドーム）（三ツ島）
- 門真市歴史資料館（柳町）
- 門真市民文化会館 ルミエールホール（末広町） - コンサートホールを備えた施設。
- 門真市立市民交流会館 中塚荘（月出町）
- 門真市民プラザ（北島） - 閉校した大阪府立門真南高等学校跡を使用した社会教育施設。
- パナソニックミュージアム 松下幸之助歴史館（門真）
- 門真本町商店会組合（本町）
- ららぽーと門真・三井アウトレットパーク 大阪門真・ららぽーと門真（松生町） - 旧パナソニック工場跡地に建設され、2023年4月17日に開業した大型ショッピングモール。

### 教育
人口10万人以上の市ではあるが、市内に大学（短期大学を含む）や私立の高等学校・中学校はない。公立の小中学校は全校にエアコンが整備され、2013年4月1日時点で全校の耐震化工事が終了している。また、全中学校で給食（自校調理方式）が実施されている。

#### 小学校
- 門真市立門真みらい小学校
（2012年に門真市立北小学校と門真市立浜町中央小学校を統合して設立）
- 門真市立門真小学校
- 門真市立大和田小学校
- 門真市立二島小学校
- 門真市立四宮小学校
- 門真市立古川橋小学校
- 門真市立沖小学校
- 門真市立上野口小学校
- 門真市立速見小学校
- 門真市立脇田小学校
- 門真市立北巣本小学校
- 門真市立五月田小学校
- 門真市立東小学校
- 門真市立砂子小学校

#### 中学校
- 門真市立門真はすはな中学校
（2012年に門真市立第一中学校と門真市立第六中学校を統合して設立）
- 門真市立第二中学校
- 門真市立第三中学校
- 門真市立第四中学校
- 門真市立第五中学校
- 門真市立第七中学校

#### 高等学校
- 大阪府立門真なみはや高等学校
（旧門真高校と旧門真南高校を統合して、旧門真高校敷地に設立、2001年度入学生から）
- 大阪府立門真西高等学校

#### 職業能力開発短期大学校
- パナソニック電工工科短期大学校

#### 大学
先述のとおり、市内に大学（短期大学を含む）は存在しない。大阪府下の大学が存在しない市で人口は最多である。

### スポーツチーム
- パナソニック野球部 - パナソニックが保有する社会人野球の企業チーム。社会人野球日本選手権大会で2回優勝している。

## 主な公共施設・商業施設・名所・旧跡・祭事・地理等

### 名所・旧跡

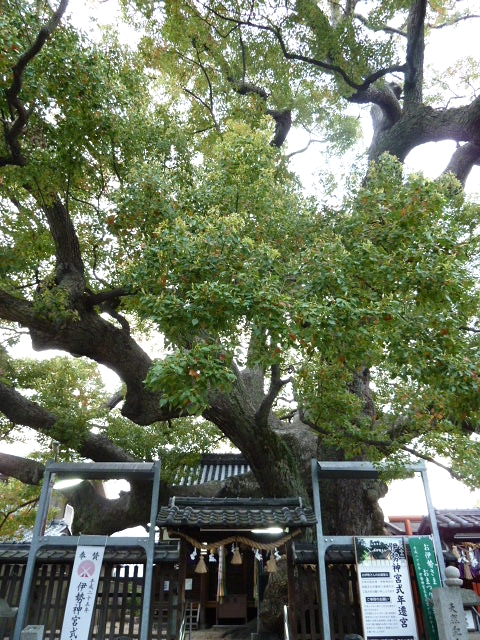
三島神社/薫蓋樟（くんがいしょう）

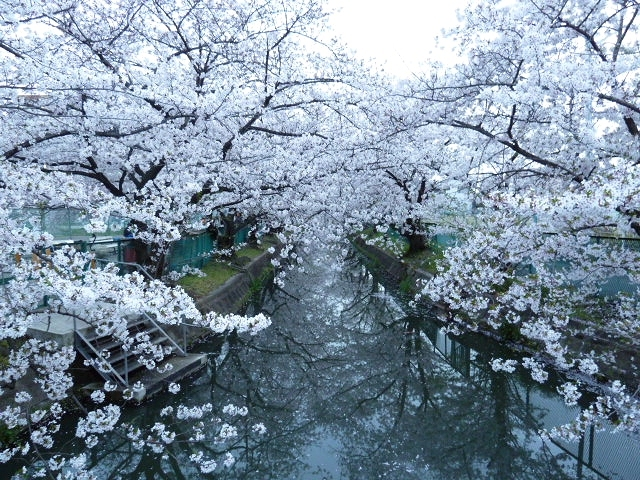
砂子水路の桜

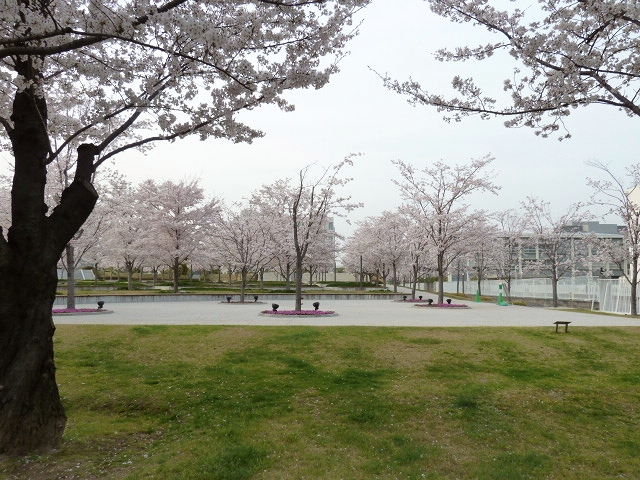
さくら広場

- 三島神社の薫蓋樟（三ツ島） - 大阪府最大の幹周のクスノキの巨樹、国の天然記念物、大阪みどりの百選
- 砂子水路の桜（三ツ島） - 大阪みどりの百選
- 稗島の樟（ひえ島町）- 府指定天然記念物
- さくら広場（門真） - パナソニック旧本社跡地、安藤忠雄設計
- 弁天池公園・弁天池（岸和田） - かつての深野池の一部
- サン・ジョゼ広場（末広町）
- バッタリ[注釈 1] （南野口町）
- 茨田堤 (宮野町） - 府指定史跡
- 茨田（まんだ）邸跡（堂山町）[注釈 2]

- 願得寺（御堂町） - 本堂等は府指定有形文化財
- 常光寺（野里町） - 本尊・阿弥陀如来像、境内のイチョウは門真市保存樹（№10・№11）
- 黄梅寺（堂山町） - 茨田家の菩提寺
- 寿命院（幸福町） - 本尊・聖観音立像
- 宝蔵寺（城垣町） - 本尊・阿弥陀如来像

- 堤根神社（宮野町）
- 天神社（月出町）
- 門真神社（元町）
- 島頭天満宮（上島町）

- 一休母堂（楠木正澄の娘）の墓（三ツ島）
昔この地が楠木氏の領地であったこと（楠木正澄の隠棲地）から言い伝えられている。
- 幣原兄弟の碑（一番町）
幣原坦・幣原喜重郎兄弟の生誕地跡に建つ顕彰碑。題字は吉田茂。
幣原家は元は石清水八幡宮の御幣をつくる家であったと云われ、門真一番村の庄屋であった。
- 赤穂義士・村松喜兵衛門の碑（下島町）
- 安井郁博士誕生の地（常称寺町）
- 森寿斎の墓（上島町）
- 喜左衛門の碑（桑才町）

- 旧海軍無線送信所跡（桑才新町）

- 西三荘遺跡（門真）
- 橋波口遺跡（本町）
- 普賢寺遺跡（幸福町、垣内町）
- 古川遺跡（御堂町、古川町）
- 大和田遺跡（常称寺町、宮野町、野里町）
- 三ツ島遺跡（三ツ島）
- 巣本遺跡（北巣本町）

### 祭事
- 門真まつり
- 門真国際映画祭
- 弁天池公園スプリングカーニバル
- 弁天池公園ふれあい感謝祭
- ラブリータウン古川橋
- 門真市ボランティアフェスティバル
- 門真市キッズカーニバル

## 交通

### 鉄道路線
鉄道路線は北部と西部に偏在しており、中央部から東部と南部にかけては鉄道空白地帯になっている。北西部からはOsaka Metro谷町線大日駅（守口市）も近く、「大日」を冠した施設も散見される。
- 中心となる駅：門真市駅
- 京阪電気鉄道
  - 京阪本線 西三荘駅 - 門真市駅 - 古川橋駅 - 大和田駅
- 大阪市高速電気軌道（Osaka Metro）
  - 長堀鶴見緑地線　門真南駅
- 大阪モノレール
  - 本線 門真市駅

### バス
- 京阪バス：古川橋駅、大和田駅から門真団地方向などへの路線がある。市内に門真車庫がある。
- 近鉄バス：萱島駅（バス停は門真市に所在）から住道駅・荒本駅・近鉄八尾駅方面への路線がある。近鉄八尾駅方面は減便。
- 大阪シティバス：門真南駅から大阪駅前（梅田）への路線がある。
- 大東市コミュニティバス（近鉄バス運行）：Bコース（三箇方面）が当市内を走行するが、停留所はない。
- 両備ホールディングス両備バス関西カンパニー：市中央部の深田町（国道163号沿い）に2022年ごろまで所在していた。貸切バス営業のほかに、同所から東京方面の高速バス（ドリームスリーパー）が発着していた[10]。
過去には中央環状線経由で阪急バスや国鉄バスの路線も存在した（吹田八尾線）。

### 道路
- 高速自動車国道
  - 近畿自動車道
    - 門真IC
    - 門真JCT
- 一般有料道路
  - 第二京阪道路
    - 第二京阪門真IC
    - 門真TB
    - 門真JCT
- 一般国道
  - 国道163号
- 主要地方道
  - 大阪府道2号大阪中央環状線（新・旧道）
  - 大阪府道15号八尾茨木線
  - 大阪府道21号八尾枚方線
- 一般府道
  - 大阪府道149号木屋門真線
  - 大阪府道156号金田門真停車場線
  - 大阪府道158号守口門真線
  - 大阪府道161号深野南寺方大阪線

## 著名な出身者
- 幣原坦（歴史家、教育行政官、大学教授）
- 幣原喜重郎（第44代内閣総理大臣、第40代衆議院議長）
- 安井郁（平和運動家、大学教授）
- 筑波幸一郎（建築家）
- 浦野千賀子（漫画家）
- 頭師佳孝 (俳優)
- 俵万智（歌人）
- 笑福亭岐代松（落語家）
- 東野博昭（放送作家）
- 蛍原徹（お笑いタレント、元雨上がり決死隊）
- 山本シュウ（ラジオパーソナリティ）
- 川崎美千江（タレント・リポーター）
- 道越裕海（歌手）
- 松井成行（漫才師：シンデレラエキスプレス）
- 岩見真利（漫才師：チキチキジョニー）
- 坪倉優介（染色家）
- 今中慎二（元プロ野球選手）
- 岩見優輝（プロ野球選手）
- 鈴木蓮（プロ野球選手）
- 松岡充（SOPHIA）
- 植田龍仁朗（サッカー選手）
- 岡本依子（テコンドー選手）
- 李冽理（ボクシング元WBA世界Sバンタム級王者）
- 山本喧一（総合格闘家）
- 河野ちあき（歌手、タレント：釣女ちゃこ）
- NANAKA（小林菜々香)（BRIGHT）
- 松浦新（俳優、中国武術選手、武術太極拳元日本チャンピオン）
- 錦戸亮（歌手・俳優、元関ジャニ∞）
- 中本悠太（NCT 127、NCT）
- 愛植男（お笑い芸人・センサールマン）
- 荒木隼人（サッカー選手、サンフレッチェ広島、日本代表）
- 髙橋直也（サッカー選手、湘南ベルマーレ）
- 清水ひろふみ（お笑い芸人、クラシコ）
- 水口剛（元大相撲力士）
- 糸原沙也加（アイドル、つぼみ大革命）[11]
- でんがん（YouTuber）

## ゆかりのある人物
- 松下幸之助（パナソニック創業者、門真市名誉市民[注釈 3][1]。和歌山市出身）
- 井植歳男（三洋電機の創業者。淡路島出身）
- 井植敏（三洋電機元会長兼CEO）
- 久野古夫（テレビ技術者 静岡県出身）
- 紀貫之（平安時代の歌人）
- 一休宗純（室町時代の僧）の生母[注釈 4]。
- 実悟 (僧侶。蓮如十男。願得寺開基）
- 村松秀直（喜兵衛、赤穂義士）[注釈 5]
- 江戸川乱歩（小説家）[注釈 6]
- 村田英雄（演歌歌手。佐賀県出身）[注釈 7]
- 桂小春團治（三代目・落語家）
- 甘福（イラストレーター）
- 山本容子（銅版画家 幼少期祖父母と同居時に在住）
- 桂文珍（大学時代、門真市岸和田に下宿していた。兵庫県丹波篠山市出身）
- 奥野北雄（洋画家・在住）
- 長島義明（写真家・在住）
- 奈須崇（小説家、喜劇俳優、劇作家・在住）
- 広瀬香美（歌手 幼稚園から中学校途中まで在住）